# Алтиволе
Алтиволе (итал. Altivole) је насеље у Италији у округу Тревизо, региону Венето.
Према процени из 2011. у насељу је живело 1369 становника. Насеље се налази на надморској висини од 88 м.

## Становништво
Према резултатима пописа становништва 2011. у општини је живело 6.720 становника.
| 1931. | 1936. | 1951. | 1961. | 1971. | 1981. | 1991. | 2001. | 2011. |
| ----- | ----- | ----- | ----- | ----- | ----- | ----- | ----- | ----- |
| 4.635 | 4.741 | 4.867 | 4.377 | 4.302 | 5.063 | 5.456 | 6.122 | 6.720 |